# ガリー・ビスコンティ
ガリー・ビスコンティ（英語: Gary Visconti、1945年5月10日 -）は、アメリカ合衆国出身のフィギュアスケート選手（男子シングル）。1968年グルノーブルオリンピックアメリカ合衆国代表。

## 経歴
- 1966、1967年世界フィギュアスケート選手権3位。
- 1968年グルノーブルオリンピック5位
- 現在はコーチとして活動している。

## 主な戦績
| 大会/年      | 1964-65 | 1965-66 | 1966-67 | 1967-68 | 1968-69 |
| ------------ | ------- | ------- | ------- | ------- | ------- |
| オリンピック |         |         |         | 5       |         |
| 世界選手権   | 6       | 3       | 3       | 5       | 4       |
| 全米選手権   | 1       | 2       | 1       | 2       | 3       |